# Ваханері (Грама Ніладхарі)
Грама Ніладхарі Ваханері (№ 210) — Грама Ніладхарі підрозділу ОС Південний Коралай-Патту, округ Баттікалоа, Східна провінція, Шрі-Ланка.